# Лобачёв, Леонид Николаевич
Леонид Николаевич Лобачёв (6 января 1949) — советский и российский игрок в хоккей с мячом и тренер. Заслуженный мастер спорта СССР (1977), четырёхкратный чемпион мира.

## Биография
Начал играть в хоккей с мячом в кировской «Родине». После двух сезонов переехал в Сыктывкар, где четыре года играл в «Строителе».
Переехав в Алма-Ату в 1971 году начинает выступать за «Динамо». Кроме хоккея с мячом с 1971 по 1976 год играл в хоккей на траве в алма-атинском «Динамо», стал четырёхкратным чемпионом СССР.
Его начинают привлекать в сборную СССР. В её составе он 4 раза становится чемпионом мира.
В 1978 году перешёл в красногорский «Зоркий», где проводит 10 сезонов.
С 1988 года играет за границей: в Швеции и Норвегии.
В 1992 году – главный тренер ХК «Строитель» (Сыктывкар).
В 1993 году становится играющим тренером «Мьёндалена».
В сезоне 1994/95 – снова в «Зорком».
В 1999-2000 годах – главный тренер «Стрелы» из подмосковского Жуковского.
В 2000-01 – главный тренер сыктывкарского «Строителя»
Под руководством Лобачёва (совместно с главным тренером Владимиром Плавуновым) московское «Динамо» стало победителем первенства России для команд первой лиги сезона 2004/2005.
До 2011 года Лобачёв работал с московским «Динамо», которое стало чемпионом России сезона 2009/2010, серебряным призером чемпионата России сезона 2010/2011, обладателем Кубка России 2010/2011, 2011 (осень) годов.
Награждён медалью ордена «За заслуги перед Отечеством» 2 степени (1998), юбилейной медалью к 30-летию ИБФ (1985).

## Достижения

### хоккей с мячом
– Чемпион СССР – 1977, 1979 

 – Серебряный призёр чемпионата СССР – 1973, 1975, 1976, 1978, 1983, 1985 

 – Бронзовый призёр чемпионата СССР – 1974, 1980, 1982, 1987
 – Обладатель Кубка СССР – 1985, 1986 

 – Серебряный призёр Кубка СССР – 1983
 – Серебряный призёр чемпионата Норвегии – 1994
 – Обладатель Кубка европейских чемпионов – 1977 

 – Финалист Кубка европейских чемпионов – 1979
 – Чемпион мира – 1975, 1977, 1979, 1985 

 – Серебряный призёр чемпионата мира – 1981 

 – Бронзовый призёр чемпионата мира – 1987 

 – Победитель турнира на приз газеты «Советская Россия» – 1974, 1976, 1980, 1984, 1986
- В список 22 лучших игроков сезона входил 13 раз - 1973, 1974, 1975, 1976, 1977, 1978, 1979, 1980, 1983, 1984, 1985, 1986, 1987
- Включён в символическую сборную чемпионата мира 1981
- Вошёл в список лучших игроков сборной СССР/России за 40 лет участия в чемпионатах мира (1998 год)
- Вошёл в символическую сборную «Зоркого» за 40 лет (2002 год)

### хоккей на траве
– Чемпион СССР – 1972, 1973, 1975, 1976 

 – Серебряный призёр чемпионата СССР – 1971, 1974